# 油小路隆典
油小路 隆典（あぶらのこうじ たかのり、貞享元年（1684年）2月17日 - 延享3年（1746年）8月22日）は、江戸時代中期の公卿。

## 官歴
- 元禄3年（1690年）：従五位上、侍従
- 元禄6年（1693年）：左少将
- 元禄7年（1694年）：正五位下
- 元禄11年（1698年）：従四位下
- 元禄13年（1700年）：右中将
- 元禄14年（1701年）：従四位上
- 宝永元年（1704年）：正四位下
- 宝永3年（1706年）：蔵人頭
- 宝永4年（1707年）：正四位上
- 宝永5年（1708年）：参議、右衛門督
- 宝永6年（1709年）：従三位
- 正徳元年（1711年）：左衛門督、踏歌節会外弁
- 正徳3年（1713年）：正三位
- 正徳5年（1715年）：権中納言
- 享保元年（1716年）：従二位
- 享保9年（1724年）：賀茂伝奏
- 享保13年（1728年）：権大納言
- 享保14年（1729年）：正二位

## 系譜
- 父：油小路隆真
- 子：油小路隆前